# Joachim Deckarm
Joachim „Jo“ Deckarm (* 19. Januar 1954 in Saarbrücken) ist ein ehemaliger deutscher Handballspieler. Er wurde mit dem VfL Gummersbach dreimal Deutscher Handballmeister und zweimal Europacupsieger. Darüber hinaus absolvierte er 104 Länderspiele für die deutsche Nationalmannschaft, mit der er die Handball-Weltmeisterschaft 1978 gewann.
In einem Europacup-Spiel im März 1979 erlitt er nach einem Zusammenstoß mit einem anderen Spieler bei einem harten Sturz ein schweres Schädel-Hirn-Trauma, in dessen Folge er monatelang im Koma lag und bis heute auf Hilfe angewiesen ist.

## Werdegang
In seiner Jugend begann Joachim Deckarm mit der Leichtathletik; er wurde Deutscher Jugendmeister im Fünfkampf. Später begann er dann mit dem Handballspiel. Der 1,94 Meter große Deckarm wurde ein sehr bekannter Handballspieler, der zu seiner aktiven Zeit als der beste Handballer der Welt und Vorbild („In dem teilweise brutalen Sport bewahrte er sich seine vorbildliche Fairneß“, schrieb das Hamburger Abendblatt 1978) galt. Seine Spielposition war im linken Rückraum. Als Spieler des VfL Gummersbach mit der legendären Rückennummer 11 wurde „Jo“ – so lautete sein Spitzname als Handballer – mit dem VfL dreimal Deutscher Meister (1974, 1975, 1976), einmal Europacupsieger (1974) und einmal Sieger des Europapokals der Pokalsieger (1978). Am 2. Dezember 1973 gab er in Tiflis im Spiel gegen Rumänien sein Länderspieldebüt; mit 24 Jahren bestritt er bereits seine 100. Partie.
In insgesamt 104 Länderspielen für die Nationalmannschaft warf Deckarm 381 Tore. 1978, auf dem Höhepunkt seiner Karriere, führte er das DHB-Team zusammen mit Heiner Brand zum zweiten Handball-Weltmeister-Titel Deutschlands nach dem Titelgewinn 1938. Sein letztes Länderspiel bestritt er Mitte Januar 1979: Im Endspiel des „Ostseepokals“ gegen die DDR (15:18), das im dänischen Brøndby ausgetragen wurde, erzielte Deckarm als Mannschaftskapitän sechs Tore.
Neben dem Handball studierte Deckarm Mathematik und Sport.

## Sportunfall und danach
Am 30. März 1979 verunglückte er in der 23. Spielminute des Halbfinalrückspiels (Europapokalspiel der Pokalsieger) des VfL Gummersbach in Tatabánya, Ungarn, schwer. Er stieß bei einem Tempogegenstoß mit seinem ungarischen Gegenspieler Lajos Pánovics unglücklich zusammen und fiel zu Boden. Dabei stürzte er mit seinem Kopf ungebremst auf den nur mit einer dünnen PVC-Schicht überzogenen Betonboden, sodass er einen doppelten Schädelbasisbruch, einen Gehirnhautriss und schwere Gehirnquetschungen davontrug. Ein Arzt war in der Halle nicht zugegen, Deckarm wurde rund 20 Minuten nach dem Unfall ins Bezirkskrankenhaus von Tatabánya eingeliefert. Dort wurde Blut aus seiner Lunge entfernt, rund eineinhalb Stunden später wurde er per Rettungswagen ins Universitätskrankenhaus nach Budapest verlegt. Der behandelnde Arzt dort gab Deckarms Überlebenschancen mit „50:50“ an. In Budapest wurde eine zweistündige Hirnoperation vorgenommen. In Anbetracht dieses Unfalls erwogen mehrere seiner Gummersbacher Mannschaftskameraden, darunter Erhard Wunderlich und Claus Fey, mit dem Handball aufzuhören. Rund einen Monat nach dem Unfall wurde Deckarm in die neurochirurgische Klinik der Universität Köln und Anfang Juli 1979 ins Universitätskrankenhaus Homburg verlegt. Zeitweise weilte im August 1979 mit Zustimmung von Deckarms Eltern ein sich als „Wunderheiler“ ausgebender Malermeister am Krankenbett und kündigte an, Deckarm bis Weihnachten 1979 vollständig gesunden zu lassen. Von den Ärzten wurde dem Mann der Kontakt mit Deckarm verboten, die Staatsanwaltschaft leitete ein Ermittlungsverfahren wegen „Betruges und der unbefugten Ausübung eines Heilberufs“ ein.
Joachim Deckarm erwachte erst 131 Tage nach dem Unfall wieder aus dem Koma. Durch die Hirnschädigungen war er motorisch stark beeinträchtigt und hatte die Fähigkeit zu sprechen eingebüßt. Er ist seitdem auf einen Rollstuhl angewiesen. Ab Ende Dezember 1979 wurde er in seinem Elternhaus in Saarbrücken gepflegt und ab Januar 1980 in einem Rehabilitationszentrum in Bonn. Seit dem Herbst 1982 gilt er als Pflegefall. Zu diesem Zeitpunkt nahm sich sein ehemaliger Jugendtrainer Werner Hürter seiner an. Mit gezielten Therapien und eigens für Joachim Deckarm entwickelten Trainingsprogrammen wirkte Hürter den motorischen Behinderungen 13 Jahre lang bis zu seinem Tod im Jahr 1995 entgegen.
Die Biografie Deckarms Teamgeist (2009) wurde bis 2014 mehr als 16.000 Mal verkauft und brachte rund 150.000 Euro für den Deckarm-Fonds ein.
Joachim Deckarm lebte zunächst in seiner Heimatstadt Saarbrücken. Seit 2018 lebt er in Gummersbach, wo auch sein Bruder als sein Betreuer lebt, in einem Seniorenheim.
Am 19. Januar 2019, dem Tag des Spiels der 26. Handball-Weltmeisterschaft 2019 zwischen Island und Deutschland in Köln, feierte Joachim Deckarm in der Lanxess Arena als Ehrengast seinen 65. Geburtstag, zu dem 20.000 anwesende Besucher ihm zu Ehren Happy Birthday sangen.
Im Dezember 2021 wurde Deckarms Vorlass, bestehend aus schriftlichen Unterlagen, die im Saarländischen Sportarchiv verbleiben, und Objekten, welche die Sammlungen des Historischen Museums Saar bereichern, übergeben.

## Ehrungen und Auszeichnungen
- In Saarbrücken ist die Joachim-Deckarm-Sporthalle nach ihm benannt.
- Am 24. Mai 2009 überreichte Uli Hoeneß, damals Manager des Fußball-Bundesligisten FC Bayern München, dem damaligen Handball-Bundestrainer Heiner Brand einen Scheck in Höhe von 35.000 Euro. Das Geld stammte aus dem Phrasenschwein der DSF-Sendung Doppelpass und ist für die Joachim-Deckarm-Stiftung gedacht.
- Am 30. September 2009 erhielt Deckarm den Preis der Deutschen Zipfel, der mit 4000 Euro dotiert ist, als Würdigung seines „unbändigen Lebenswillens“. Das Preisgeld kam dem Deckarm-Fonds der Stiftung Deutsche Sporthilfe zugute.[21]
- Am 31. Mai 2013 wurde Deckarm in die Hall of Fame des deutschen Sports aufgenommen.[22]
- Am 25. Januar 2024 erhielt er im Rahmen eines Benefizspiels in der Joachim-Deckarm-Halle den Saarländischen Verdienstorden, die höchste Auszeichnung des Saarlandes.

## Dokumentarfilm
- Joachim Deckarm – Meine Reise nach Tatabánya, SR Fernsehen 28. Dezember 2014, Dauer: 00:30:00. Ehemals im Original (nicht mehr online verfügbar); abgerufen am 9. Januar 2019. (Seite nicht mehr abrufbar. Suche in Webarchiven)